# Кейн Валлийская

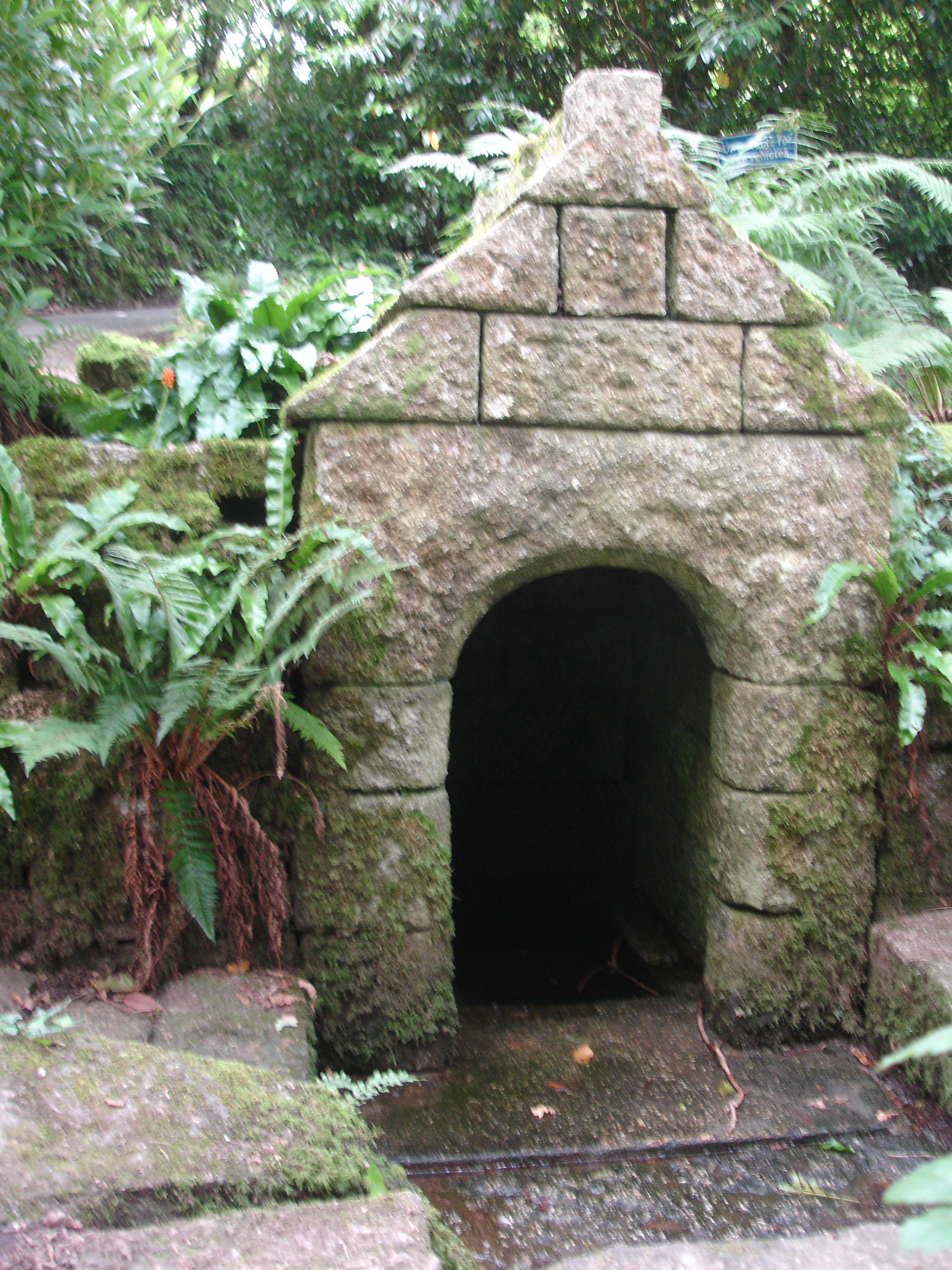
Источник св. Кейн

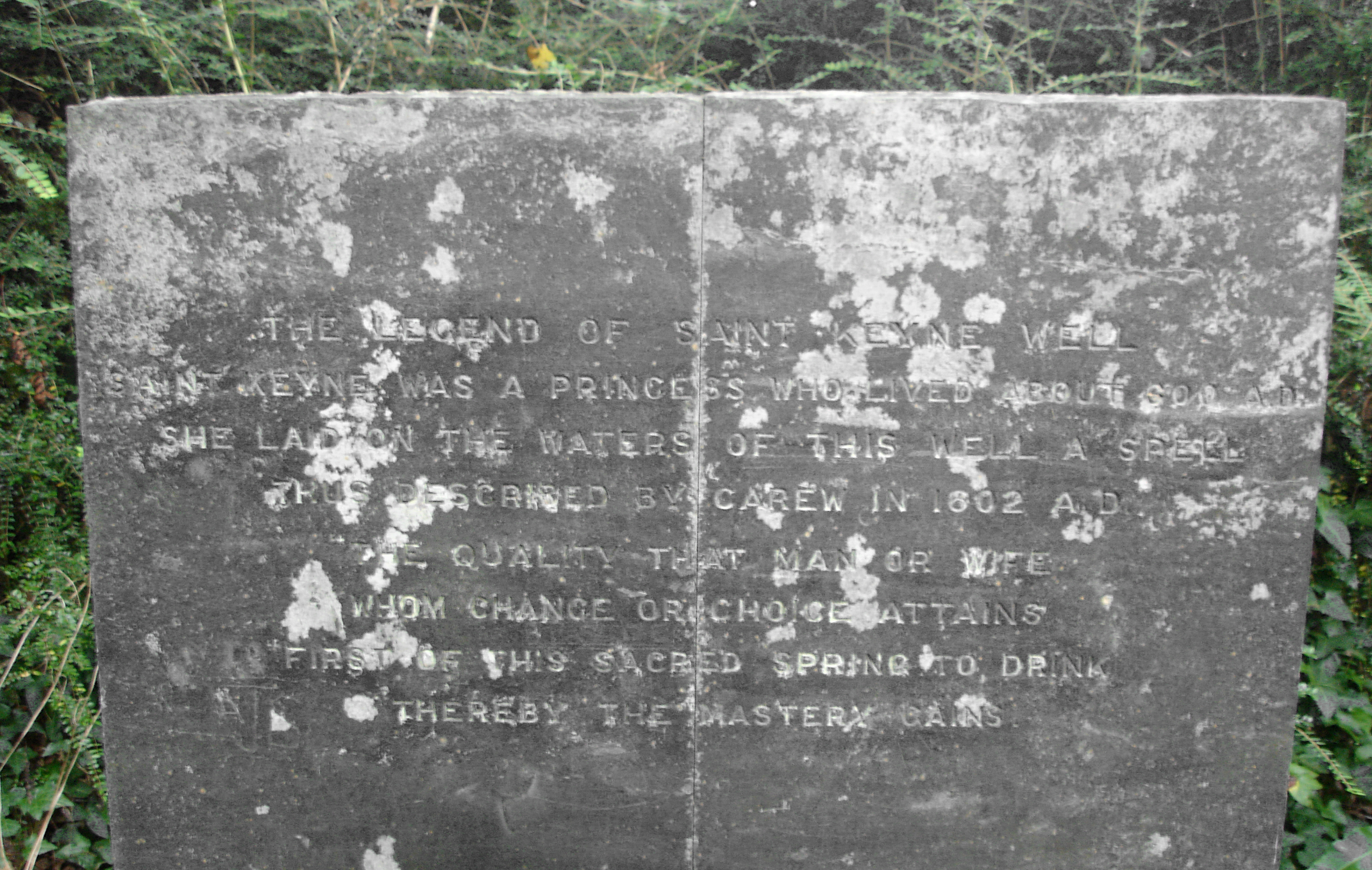
Табличка

Кейн (Keyne, Cain, V век) — святая дева. День памяти — 8 октября, в некоторых местах — 7 октября.

## Житие
Св. благочестивая дева Кейн из Западных земель была одной из многочисленных дочерей св. Брихана. Она жила в Кейншеме, что в Сомерсете, и в Сент-Кейне в Корнуолле. Она дала своё имя храму, а также источнику, воды которого, по преданию, давали верх тому из новобрачных, кто первым пил из него воду.
По преданию, записанному в XIV веке Джоном Тинемутским св. Кейн была удивительно красивой девушкой, отвергавшей все предложения о замужестве. Вместо этого она стала затворницей и проповедницей Благой Вести, странствовавшей от Брекнока до горы Сен-Мишель, что в Корнуолле. Там он встретила своего племянника св. Кадока (память 25 сентября). Св. Кадок убедил её вернуться в Уэльс. Там она построила себе жилище на холме у подножия большой горы и извела источник с целебной водой. До своей кончины она сказала св.Кадоку, что это место попадёт в руки грешной расы, которую она изведёт и приведёт туда других людей, кто обретёт её заброшенную могилу, «и в этом месте имя Господне будет благословенно во веки».
Местная легенда рассказывает о спиральных камнях в виде змей, которые обратились в камни по её молитвам.
Святая Кейн также почитаема в Лангейморе, Среднем Гламоргане. Её изображают обращающей змей в камни. Также известны изображения её кончины, когда святой ангел снимает с неё власяницу и облачает её в белые одежды.

## Тропарь, глас 8
Having turned serpents to stone, thou didst give thy name to Keynsham, O holy Keyne,/
and after thy life, resplendent with miracles,/
our Father Cadoc ministered to thee at thy repose./
By thy prayers, O Virgin, may we be granted great mercy.

## Память
Табличка рядом с источником описывает слово, которое св. Кейн молвила над источником. На ней написано: «Предание источника св. Кейн. Св. Кейн была принцессой, жившей ок. 600 г. от Р. Х. Она сказала над этим источником слово, которое записано в 1602: 'Тот муж или жена, который по случаю или по выбору первым изопьёт из этого святого источника, обретёт тем самым главенство.'»